# Polícia Real da Malásia
Polícia Real da Malásia, ou Polis Diraja Malaysia (PDRM), é uma corporação policial civil de caráter nacional, responsável pelos serviços de segurança pública no país. A sua sede esta situada em Bukit Aman, Kuala Lumpur e é dirigida pelo Inspetor Geral de Polícia.
A corporação trabalha em estreita colaboração com as polícias estrangeiras, especialmente, as dos países limítrofes, Polícia da Indonésia, Polícia Real da Tailândia, Força Policial Real do Brunei e a Polícia da República de Singapura.

## Organização
A PDRM conta com cinco departamentos destinados à luta direta contra a criminalidade, cada um dirigido por um comissário de polícia:
- Divisão de Investigação Criminal;
- Divisão Criminal de Investigação de Narcóticos;
- Departamento de Segurança Interna e Ordem Pública;
- Departamento de Investigações sobre Crimes Comerciais
- Divisão Especial (informações)

A administração policial esta a cargo do Departamento de Administração e do Departamento de Logística.

## Unidades Contra-terroristas
Com o aumento da ameaça terrorista internacional, seguido dos atentados de 11 de setembro de 2001, nos Estados Unidos e de uma série de explosões de bombas em Bali e Jacarta, a Polícia Real da Malásia organizou dois grupos antiterroristas: o Pasukan Gerakan Khas e a Unidade Gempur Marin (UNGERIN). A primeira fortemente preparada para a execução de operações especiais policiais e a outra destinada a repressão da pirataria nos mares territoriais.

## Polícia de choque
Denominada de Unidade Federal de Reserva (Pasukan Simpanan Persekutuan), é a força de intervenção da polícia malaia, destinada ao controle de distúrbios civis.

## Armamento
| Modelo                       | Natureza              | Origem         |
| Beretta 92                   | Pistola               | Itália         |
| Browning GP                  | Pistola               | Bélgica        |
| Glock 19                     | Pistola               | Áustria        |
| HK USP                       | Pistola (Compact 9mm) | Alemanha       |
| Sig Sauer SIG P226           | Pistola               | Suíça          |
| Smith & Wesson M&P           | Revólver              | Estados Unidos |
| Walther P99                  | Pistola               | Alemanha       |
| MP5 A2/A3/A4/A5/Navy         | Submetralhadora       | Alemanha       |
| Remington 870                | Fuzil                 | Estados Unidos |
| Benelli M3 Super 90          | Fuzil                 | Itália         |
| Colt M4                      | Fuzil de assalto      | Estados Unidos |
| Colt M16A1                   | Fusil de assalto      | Estados Unidos |
| HK 416                       | Fuzil de assalto      | Alemanha       |
| Heckler & Koch G36C          | Fuzil de assalto      | Alemanha       |
| Heckler & Koch PSG-1         | Fuzil de precisão     | Alemanha       |
| Accuracy International L96A1 | Fuzil de precisão     | Reino Unido    |
| Remington 700                | Fuzil de precisão     | Estados Unidos |

## Galeria

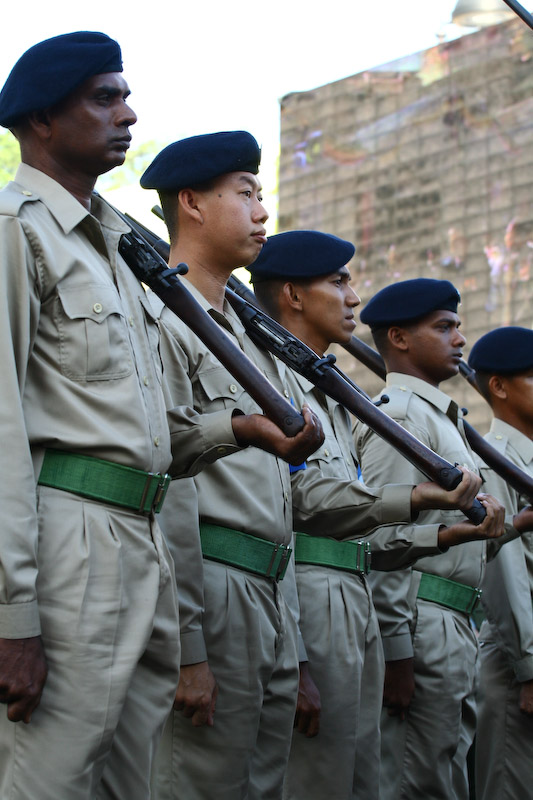
Agentes especiais durante uma parada
- O  Pasukan Gerakan Khas durante um exércício
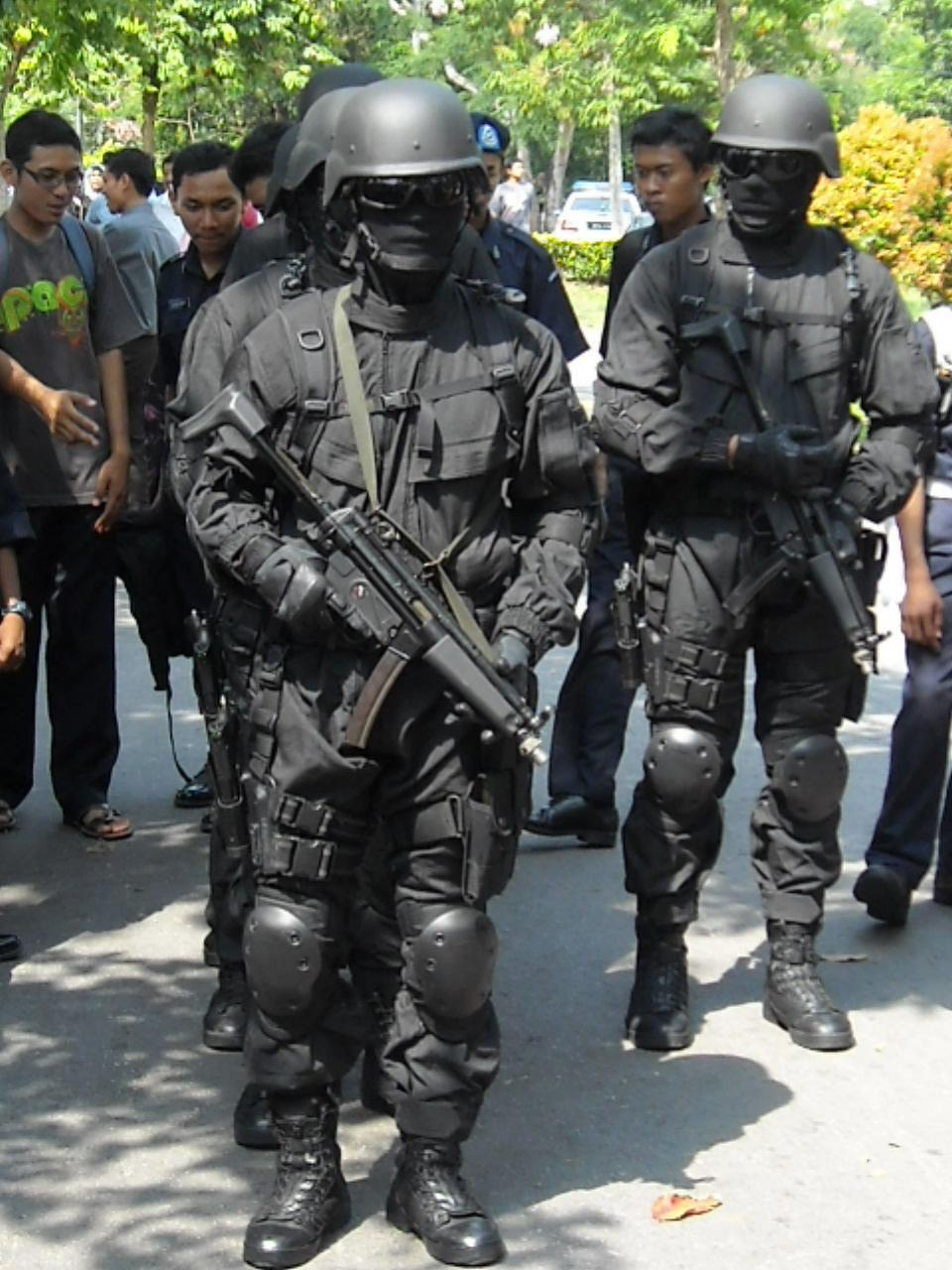
A UNGERIN, a polícia anti-terror
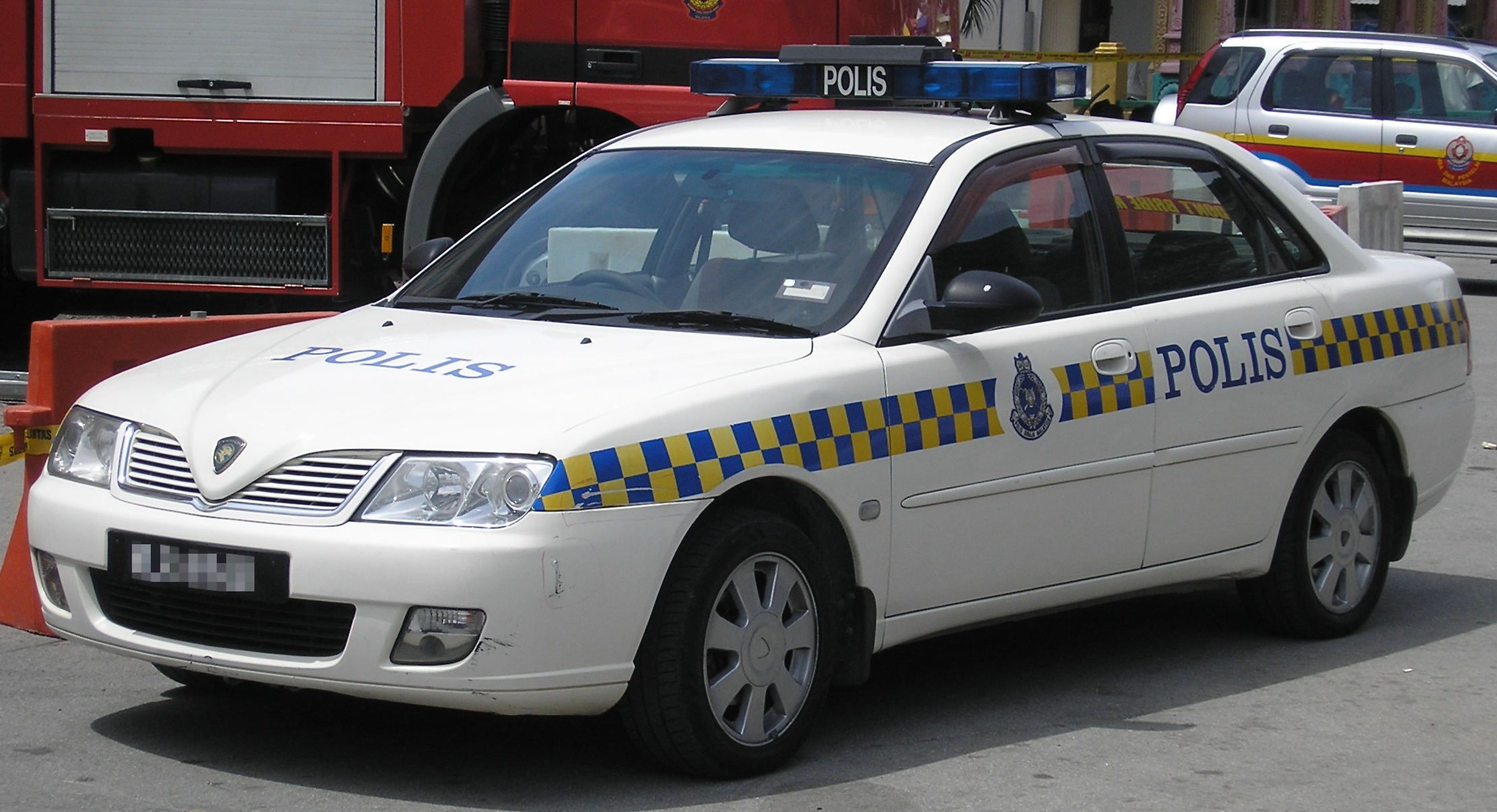
Viatura policial